# 氏家大橋
氏家大橋（うじいえおおはし）は鬼怒川に架かるさくら市と宇都宮市を結ぶ国道293号の橋である。同路線にかかる新氏家大橋についても本稿で記述する。

## 概要
この橋がこの地に架かる前は仮橋や渡し船で両岸を結んでいた。増水時には当然渡河は不可能だった。現在の橋のうち宇都宮方面車線となっている橋は昭和39年に竣工した。当時の路線名は県道氏家鹿沼線であった。後述の新氏家大橋開通後は宇都宮方面車線となる。
氏家大橋（宇都宮方面）
- 全長…533ｍ
- 幅員…6ｍ
- 着工…昭和33年2月
- 竣工…昭和39年4月
- 事業費…2億8千万

交通量の増加に伴い新橋を建設することになり、それまでの橋より高幅員で設計され、昭和59年に竣工した。こちらの橋はさくら方面車線と歩行者・自転車用走行帯になっている。
新氏家大橋（さくら方面）
- 全長…534.5ｍ
- 幅員…7.5ｍ
- 着工…昭和53年
- 竣工…昭和59年1月
- 事業費…11億9千2百万

## 隣の橋
（上流） - 鬼怒川橋梁（東北新幹線） - 氏家大橋 - 阿久津大橋 - （下流）